# San Charbel
San Charbel es una banda de Ciudad Juárez, Chihuahua, influenciada principalmente por el sonido de bandas hispanas de la década de los 80 y una mezcla de elementos del new wave, post-punk y shoegaze.
Formada en el año 2017, San Charbel se ha presentado en Ciudad Juárez, Ciudad de México, Chihuahua, Parral, Guanajuato, León, Toluca y Querétaro, junto a bandas como El Último Vecino, El Mató a un Policía Motorizado, Sgt. Papers, Adiós Cometa, Juan Gris, Wet Baes, Dromedarios Mágicos, Useless Youth, Clan de Venus, DUVVII, unperro andaluz, te vi en un planetario, El Shirota, entre otras.

## Discografía

### Álbumes
- 2017: Nubes.

### Sencillos
- 2018: Siempre te admiré.
- 2019: El club de los villanos.
- 2023: Lágrimas en ti.